# Theres Kessler Agdler
Theres Kessler Agdler, född 25 mars 1969 i Bern i Schweiz, är en svensk författare. 
Hon debuterade 2006 med romanen Projekt Anaris, som tilldelades Rörlingstipendiet 2007, och 2009 kom hennes andra roman, Valår.
Theres Kessler Agdler, som också är schweizisk medborgare, är sedan 1997 bosatt i Sverige, och bytte litterärt språk från tyska till svenska före sin debut. Hon är även verksam som krönikör på Östersunds-Posten, och skrivpedagog. Hon är Sveriges författarförbunds regionombud i Jämtland-Härjedalen.
Hon är gift och bosatt på Frösön.

## Priser och utmärkelser
- 2007 – Rörlingstipendiet